# Patinatge de velocitat als Jocs Olímpics d'hivern de 1956 - 1.500 metres masculins
Als Jocs Olímpics d'Hivern de 1956 celebrats a la ciutat de Cortina d'Ampezzo (Itàlia) es disputà una prova de patinatge de velocitat sobre gel sobre una distància de 1.500 metres.
La competició se celebrà el dia 30 de gener de 1956 al llac Misurina, sobre gel natural.

## Comitès participants
Participaren 54 patinadors de velocitat de 18 comitès nacionals diferents.
| - Alemanya (1) - Austràlia (1) - Àustria (4) - Bèlgica (1) - Canadà (3) - Corea del Sud (4) |  | - Estats Units (4) - Finlàndia (4) - França (1) - Itàlia (3) - Japó (4) - Noruega (4) |  | - Països Baixos (4) - Regne Unit (3) - Suècia (4) - Suïssa (2) - Txecoslovàquia (3) - Unió Soviètica (4) |

## Resum de medalles
| Or              | Argent        | Bronze        |
| Yevgeny Grishin | No es concedí | Toivo Salonen |
| Yuri Mikhaylov  | No es concedí | Toivo Salonen |

## Rècords
Rècords establerts anteriorment als Jocs Olímpics d'hivern de 1956.
| Rècord del món | 2:09.1 | Yuri Mikhaylov | Davos (SUI)        | 20 de gener de 1956 |
| Rècord olímpic | 2:17.6 | Sverre Farstad | Sankt Moritz (SUI) | 2 de febrer de 1948 |

El finlandès Toivo Salonen aconseguí batre en la primera sèrie el rècord olímpic, establint-lo en 2:09.4. En l'onzena sèrie el soviètic Yevgeny Grishin establí un nou rècord del món i, per tant, també olímpic, deixant el conòmetre en 2:08.6. Finalment, en la vintena sèrie el soviètic Yuri Mikhaylov igualà el rècord del món, rècord que fins aquell moment ell posseïa.
1. 1 2  El rècord va ser esatablert en altura (més de 1.000 metres sobre el nivell del mar) i sobre gel natural.

## Resultats
| Posició | Patinador          | Temps     |
| ------- | ------------------ | --------- |
| 1       | Yevgeny Grishin    | 2:08.6 RM |
| 1       | Yuri Mikhaylov     | 2:08.6 RM |
| 3       | Toivo Salonen      | 2:09.4    |
| 4       | Juhani Järvinen    | 2:09.7    |
| 5       | Robert Merkulov    | 2:10.3    |
| 6       | Sigvard Ericsson   | 2:11.0    |
| 7       | Colin Hickey       | 2:11.8    |
| 8       | Boris Shilkov      | 2:11.9    |
| 9       | Knut Johannesen    | 2:12.2    |
| 10      | Roald Aas          | 2:12.9    |
| 11      | Bertil Eng         | 2:13.1    |
| 11      | Wim de Graaff      | 2:13.1    |
| 11      | Gerard Maarse      | 2:13.1    |
| 14      | Kees Broekman      | 2:13.1    |
| 15      | Bohumil Jauris     | 2:13.6    |
| 16      | Jan Kristiansen    | 2:13.7    |
| 17      | Bengt Malmsten     | 2:14.6    |
| 18      | Matti Hamberg      | 2:14.8    |
| 19      | Johnny Cronshey    | 2:15.0    |
| 20      | Pat McNamara       | 2:15.2    |
| 21      | Taketsugu Asazaka  | 2:15.4    |
| 22      | Gunnar Ström       | 2:15.6    |
| 23      | Yoshitaki Hori     | 2:15.9    |
| 24      | Hroar Elvenes      | 2:16.0    |
| 25      | Johnny Werket      | 2:16.1    |
| 26      | Leo Tynkkynen      | 2:16.2    |
| 27      | Guido Citterio     | 2:16.5    |
| 27      | Vladimír Kolář     | 2:16.5    |
| 29      | Jang Yeong         | 2:16.7    |
| 30      | Gene Sandvig       | 2:17.1    |
| 31      | Franz Offenberger  | 2:17.3    |
| 32      | Arthur Mannsbarth  | 2:17.4    |
| 33      | John Hearn         | 2:17.5    |
| 34      | Raymond Gilloz     | 2:17.7    |
| 35      | Hans Keller        | 2:18.1    |
| 36      | Shinkichi Takemura | 2:18.3    |
| 37      | Don McDermott      | 2:18.6    |
| 38      | Kurt Eminger       | 2:19.0    |
| 39      | Jaroslav Doubek    | 2:19.2    |
| 39      | Yoshiyasu Gomi     | 2:19.2    |
| 41      | Ralf Olin          | 2:19.7    |
| 42      | Guido Caroli       | 2:20.0    |
| 42      | Jo Yun-Sik         | 2:20.0    |
| 44      | Kim Jong-Sun       | 2:20.5    |
| 45      | Johnny Sands       | 2:20.7    |
| 46      | Jürg Rohrbach      | 2:21.7    |
| 46      | Erich Kull         | 2:21.7    |
| 48      | Remo Tomasi        | 2:22.2    |
| 49      | Nico Olsthoorn     | 2:22.6    |
| 50      | Alex Connell       | 2:23.0    |
| 51      | Ernst Biel         | 2:23.5    |
| 51      | Pyeon Chang-Nam    | 2:23.5    |
| 53      | Gordon Audley      | 2:26.1    |
| —       | Pierre Huylebroeck | NF        |

NF: no finalitzà